# 虎魄中队
虎魄中队，正式名称为空军第17战斗中队。是巴基斯坦空军北部空军司令部的空军战斗中队。目前部署在白沙瓦空军基地，主力战机为J-7。